# Лоїс Борн
Лоїс Борн (10 квітня 1928 — 22 грудня 2017), яка також виступала під магічним іменем Таніт, була впливовою фігурою в неоязичницькій релігії Вікка, беручи участь у ній з початку 1960-х років, і написала низку книг на цю тему. Була посвячена у Ґарднеріанську Вікку Джеральдом Ґарднером, піднялася до верховної жриці шабашу Брікет-Вуд, першого вікканського шабашу, заснованого Джеральдом Ґарднером, який базувався в Брікет-Вуді в Гартфордширі, працюючи разом із первосвящеником Джеком Брейсліном.
Kirkus Reviews описав її книгу «Відьма серед нас — автобіографія відьми» як «…розумно написану, і багато в чому це переконлива історія її життя як відьми».
Лоїс Борн померла у віці 89 років у Вотфорді, Англія, у ніч на п'ятницю, 22 грудня 2017 року.